# Сельская социология
Сельская социология или социология деревни — это раздел общей социологической науки, в рамках которого осуществляются исследования деревенского, сельского общества, его структуры. Данная дисциплина выделилась из общей социологии в отдельную сферу обществоведческого знания благодаря специфике объекта её изучения: в сельских реалиях в современном мире происходит сочетание взаимодействия людей с окультуренной природой с одной стороны и с достижениями научно-технического прогресса, объектами материальной культуры, созданной человечеством, с другой. Причём, в рамках сельской жизни, общество одинаково тесно контактирует как с природой, так и с достижениями цивилизации, применяет последние к первой, что отличает его от городского общества.

## История дисциплины
Становление социологии деревни как отдельной сферы исследований относится к 20-м годам XX века, её родиной считаются США. Предпосылкой формирования данной дисциплины стало развитие в Штатах в начале прошлого столетия аграрной экономики как науки, в рамках которой стали проводиться активные исследования проблем ведения фермерского хозяйства в условиях подчинения аграрного производства законам рыночной экономики. Первые данные, полученные в ходе разработки данного направления, также применялись и в первых исследованиях деревенского общества на заре становления социологии села. Обе дисциплины — аграрная экономика и сельская социология — первоначально развивались в тесной взаимосвязи. Первые труды в рамках этих наук появились так же в одно время. Так, в 1913 году вышла книга экономиста Ф. Уоррена «Управление фермерским хозяйством», которая стала первым бестселлером в данной области, и в этом же году появился первый фундаментальный труд в рамках сельской социологии — «Сельская социология» Джона Морриса Джиллетта, доктора гуманитарных наук и активного участника различных социологических исследований того периода.
Сильный толчок развитию обоих наук дала Великая депрессия первой половины 1930-х годов. В это время было проведено множество экономических исследований фермерского хозяйства с целью выявления наиболее эффективных способов хозяйствования, поиска оптимальных решений для государственной политики в этой сфере. Данный кризис способствовал и развитию социологических исследований в этой области. После пика кризиса, в 1934—1936 годах в сельской части Америки, в области сельского хозяйства возник ряд серьёзных проблем, касавшихся как экономического вопроса — отсутствие рынков сбыта, общий упадок производства и прибыли после кризиса, а, кроме того, неурожая из-за погодных условий, сильных засух, так и социального — люди были подавлены сложившейся обстановкой, наблюдался кризис сельского общества. Правительство, заинтересованное в скорейшем восстановлении фермерского хозяйства, посчитало необходимым привлечь специалистов не только в области экономики, но и социологии, что способствовало активному развитию социологии деревни. Это привело к началу выпуска журнала «Сельская социология» в 1936 году и основанию Общества Сельской Социологии в 1937 году, ставшего отдельным научным институтом, тогда как ранее данная дисциплина существовала лишь как отрасль социологических исследований Американского Социологического Сообщества, начиная с 1920-х гг.
Вторая мировая война также сильно повлияла как на всю социологическую науку, так и на её отдельные институты, в том числе и на сельскую социологию. По окончании конфликта наряду с новыми экономическими проблемами (необходимость восстановления экономики, её модернизации, подъёма деловой активности на селе и др.), возникали и социальные, связанные с глубокими изменениями в обществе после войны. С целью восстановления сельскохозяйственной промышленности правительство вкладывало деньги не только в технические разработки, но и в исследования, что, наряду с новым открывшимся пространством для изучения благодаря углублению межгосударственных экономических связей, стало причиной бурного развития социологии сельской местности.
После кризисов 1930-х и 40-х годов в 1950—60-х наблюдался активный рост американской экономики. Американский капитал всё больше вовлекался в международные потоки, промышленность активно развивалась. Все эти факторы приводили к осознанию специалистами в области экономики необходимости модернизации производства, в том числе и сельскохозяйственного. Наряду с активным внедрением механизации на селе происходил также и рост образованности негородских жителей: наблюдался рост спроса на учителей и грамотных специалистов. С другой стороны, механизация фермерского дела привела к укрупнению фермерских хозяйств и снижению количества необходимых рабочих рук, что способствовало таким социальным процессам и явлениям, как безработица, миграция и др. Появление всех этих проблем дало толчок ещё большему количеству исследований в области социологии села, которая стала также заниматься изучением не только внешних признаков сельского общества, но и социально-психологическим аспектом его жизни.
В этот же период активно расширялось поле исследований в области социологии села, увеличивался объём международных взаимодействий. Так, в сферу интересов американских институтов социологии села также были включены проблемы стран третьего мира и развивающихся государств. Логическим продолжением процесса расширения международной кооперации учёных стал Первый Международный Конгресс по Сельской Социологии, состоявшийся в 1964 году в Дижоне, на котором обсуждались вышеупомянутые проблемы.

## Предмет изучения
Сельская социология представляет собой массивный комплекс социологического знания. Она делится на ряд подотраслей (в частности, социология землепользования, деревни и села как особых видов коллективного проживания людей, агропромышленности и др.), в рамках которых изучаются отдельные однородные аспекты сельской жизни. В первую очередь, интерес для данной науки представляют особенности взаимосвязи сельского, деревенского общества с природой, которые обнаруживаются более тесными, чем аналогичные связи городского общества. Роль природы в хозяйственной жизни, в приобретении социальными отношениями на селе своих особенностей, в рекреационной и иной деятельности субъектов — всё это является первым комплексом предметов, изучаемых сельской социологией.
Кроме того, данная дисциплина изучает саму жизнедеятельность сельского сообщества на различных уровнях: начиная с особенностей землевладения и землепользования, особенностей хозяйственной деятельности, затем, самой структуры сельского общества — плотности населения, демографической картины, социальных институтов, и заканчивая особенностями жизнедеятельности отдельный субъектов и групп, их социальных установок, норм поведения, индивидуальной деятельности.
Интерес для различных дисциплин в рамках сельской социологии также представляют взаимоотношения между городом и деревней, роль урбанизации в жизни села.

## Сельская социология в России

### Российская империя
Несмотря на то, что родиной сельской социологии как обособившейся институционализированной дисциплины считаются США, специфика исторического развития России гораздо больше располагала русских социологов к исследованию деревни. Так, в эпоху становления социологической науки в середине XIX века, когда исследования общества начали проводиться не только на Западе, но и в Российской империи, европейские страны были гораздо больше урбанизированы, чем Россия. Это предопределило тот факт, что здесь очень многие социологические монографии включали данные, касавшиеся предметной области именно сельской социологии. Так, В. Берви-Флеровский, ставший автором фундаментального исследования «Положение рабочего класса в России» описывал в этой монографии в основном реалии именно труда в сельской местности, ведь в 1860-е годы, когда работа была написана, рабочий класс в России составлял весьма небольшую долю населения, основной массой которого были крестьяне.
Вплоть до 1917 года в рамках российской социологической науки было накоплено множество данных. Нередко на эмпирическом уровне материал, ценный для теоретического осмысления социологией села, собирали уездные врачи, путешествовавшие по России писатели, агрономы и др. Так, А. П. Чехов, Л. Н. Толстой, участвовавшие во всероссийской переписи населения, параллельно с этим собрали ценный материал, проводя опросы среди жителей деревень и сёл, где они бывали. Кроме того, на основе в том числе эмпирических данных такого рода, были составлены краеведческие карточки многих районов России, которые также содержали ценную информацию об особенностях общества в тех или иных регионах.

### СССР
После революции интерес к реалиям сельской жизни усилился. В период, начиная с 1918 года, проводилось множество монографических исследований сельской местности, которыми руководили такие известные специалисты в аграрной области, социологи, как Л. Чаянов, А. Большаков и др. Внимание со стороны советских социологов к крестьянству как классу объяснялось прежде всего необходимостью коренного преобразования сельской действительности. Уже в середине 1920-х гг. было вполне ясно, что вскоре нужно переходить к коллективизации деревни, которая должна была стать ключевым процессом в рамках изменения устройства крестьянского общества.
Великая Отечественная война и подготовка к ней свели к минимуму какие-либо социологические исследования, в том числе сельские. Только спустя несколько лет после окончания конфликта учёные с новым энтузиазмом обратились к анализу изменений, произошедших в деревенском обществе в результате военных действий. Одним из крупных сравнительных исследований стала мнография «Копанка 25 лет спустя», проведённое командой социологов и аграрников, в числе которых был Г. Осипов, Г. Ентелис и др., в молдавском селе Копанка, в котором в 1930-е годы уже было осуществлено социологическое исследование Д. Густи. В дальнейшем социологические исследования данного района продолжались и были завершены в 1980-х гг. Данное исследование ознаменовало возрождение советской сельской социологии. В ходе анализа общества в этой крупной молдавской деревне применялась особая методика сочетания западных технологий социологических исследований с особенностями российской социологической школы.